# Софіївський
Софіївський — селище в Україні, у Хрустальненській міській громаді Ровеньківського району Луганської області.

## Географія
Через селище тече річка Кришталева, ліва притока Міусу.

## Історія
Софієнталь (Sofiental; Софіївка; також Карл Маркс, Karl-Marx), до 1917 року — Катеринославська губернія, Слов'яносербський повіт, Іванівська волость; у радянський період — Іванівський та Краснолуцький райони. Католицьке село. Католицька парафія Єнакієве. Землі 2000 десятин станом 1911 рік, пізніше 1014 десятин. 
7 (20) листопада 1917 року, відповідно до Третього Універсалу Української Центральної Ради, увійшло до складу Української Народної Республіки.  
Сільрада заснована у 1931 році.

## Населення
Жителів: 185 станом на 1910 рік, 199 — з них 177 німців станом на 1926 рік.

### Мова
Розподіл населення за рідною мовою за даними перепису 2001 року:
| Мова            | Кількість | Відсоток |
| --------------- | --------- | -------- |
| російська       | 4340      | 91.64%   |
| українська      | 389       | 8.22%    |
| білоруська      | 3         | 0.06%    |
| румунська       | 1         | 0.02%    |
| інші/не вказали | 3         | 0.06%    |
| Усього          | 4736      | 100%     |

За даними перепису 2001 року населення селища становило 4736 осіб, з них 8,21 % зазначили рідною українську мову, 91,64 % — російську, а 0,15 % — іншу.